# Xiquets de Hangzhou

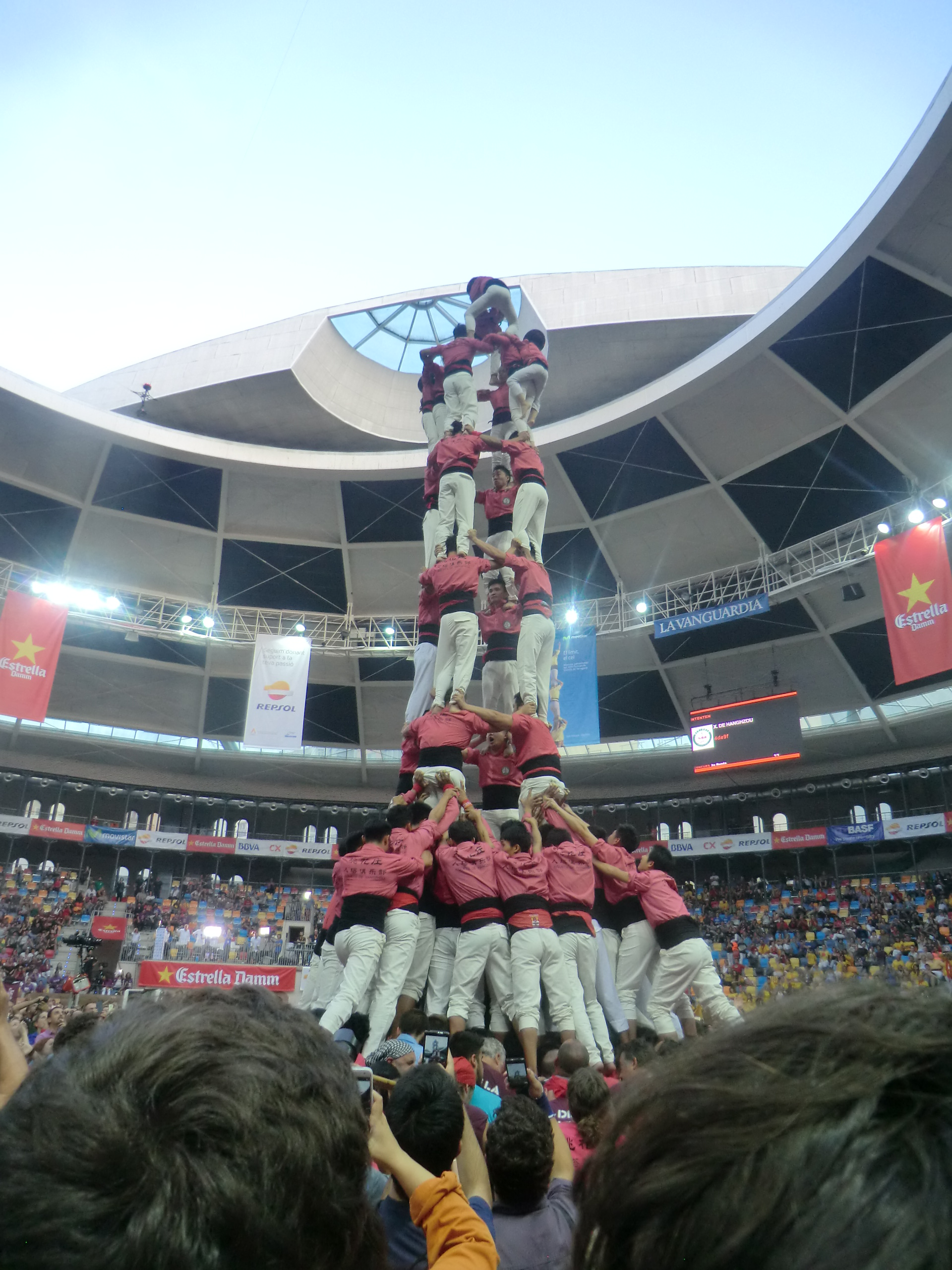
Intento de 4de9 con forro de los Xiquets de Hanghzou en el Concurso de Castells de Tarragona 2016

Los Xiquets de Hangzhou (en chino, 桃花庄 - 人塔俱乐部; en pinyin: táo huā zhuāng - rén tǎ jù lè bù; literalmente: "Club de torres humanas del pueblo de las flores de melocotonero") son una colla castellera china de la ciudad de Deqing, a unos 40 km al noroeste de Hangzhou, capital de la provincia de Zhejiang, en la China del Este.
Fue creada por iniciativa del empresario textil chino Qian Anhua que conoció los castells en un viaje a España en 2009 y decidió importarlos a su colonia textil, Antex (De Qing) Fashion Clothes Co. Ltd, como actividad social para los trabajadores de la empresa.  La colla inició su actividad en mayo del 2010, a raíz del viaje de la Colla Vella dels Xiquets de Valls a Shanghái con motivo de la Exposición Universal. Son la colla extranjera que ha logrado los mejores hitos. Sus mejores castells son, de mayor a menor dificultad: el 3 de 9 con forro, el 2 de 8 con forro, 3 de 8, el 4 de 8 y el 2 de 7. El hito más importante  fue conseguido el 1 de octubre de 2016, cuando completaron el 3 de 9 con forro en el XXVI Concurso de castillos de Tarragona en  la Tarraco Arena Plaza, después de que unas semanas antes lo completaran por primera vez a su país.
La relación de los Xiquets de Hangzhou con la Colla Vella es muy estrecha y miembros de las dos formaciones han viajado varias veces a visitar a los otros: dos viajes de los vallenses en 2010 y 2015, y dos viajes de los de Hangzhou en el 2012 (para ayudar la Colla Vella en el  concurso de castells de Tarragona) y el 2015 (para ensayar conjuntamente antes del viaje de los de Valls).

## Características

Localización de la provincia de Zhejiang (en naranja) y de Huzhou (en rojo), China. Huzhou es una ciudad de nivel de jefatura con jurisdicción sobre el condado de Deqing, lugar de dónde son los Xiquets de Hangzhou

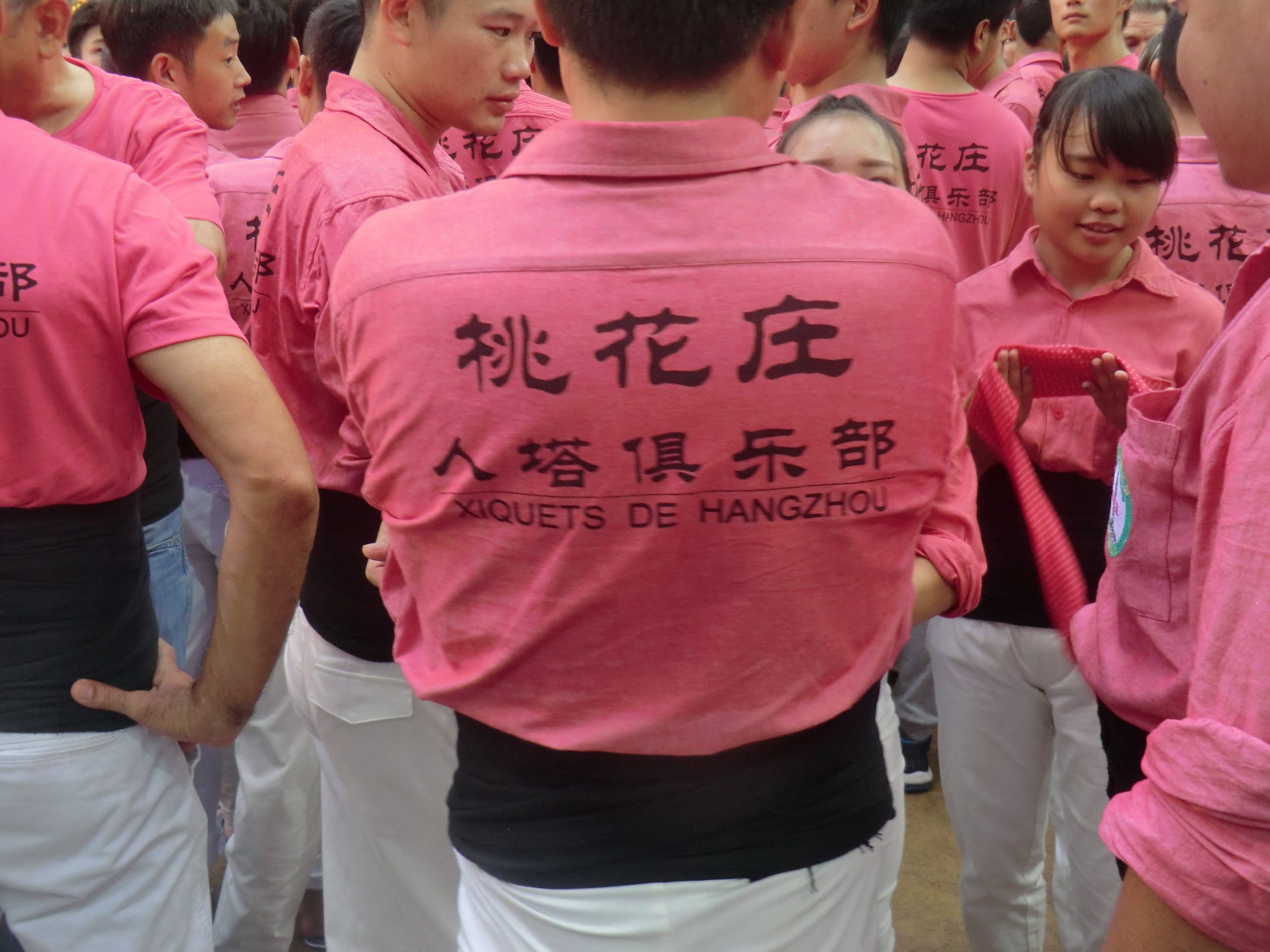
Camisa de los Xiquets de Hanghzou

Los Xiquets de Hangzhou son la primera y única colla castellera de la China y de Asia, y su organización es diferente de cualquier otra colla. Los castellers son trabajadores de la fábrica Antex (De Qing) Fashion Clothes Co. Ltd, una colonia textil dedicada a la confección de traje de baño y ropa interior femenina para marcas italianas. La práctica castellera es una de las diversas actividades extralaborales que ofrece la empresa, entre las cuales hay, por ejemplo, el baile, la música, la gimnasia o el taichí. Antex es una colonia textil de 28.000 m² de área de trabajo y más de 1.500 trabajadores, que  viven y  trabajan, más de 200 de los cuales son miembros de la colla. Ensayan varias veces a la semana y levantan castells de manera regular. Además, algunos miembros de la Colla Vella se desplazan tres o cuatro veces al año a la colonia de Antex para ayudarlos a mejorar y refinar la técnica castellera.
Qian Anhua, máximo responsable de Antex e impulsor del proyecto, encontró en los castells la filosofía y los valores que quería potenciar en su fábrica y los importó como actividad social para hacer que los trabajadores se sintieran más felices. Todo el equipamiento y la actividad de la pandilla está patrocinado por Anhua, y las actuaciones son remuneradas si forman parte de la jornada laboral y se solapen con el trabajo de la fábrica. La camisa es de color rosado, como la de la Colla Vella dels Xiquets de Valls, y lleva el nombre de "Club de torres humanas del pueblo de las flores de melocotonero.", traducción literal. El empresario también cuenta con la ayuda de David Wang, representante de la empresa en el estado español y enlace permanente entre los Xiquets de Hangzhou y la Colla Vella, los cuales hacen de padrinos.
La fábrica tiene un local de ensayo con tres grandes vitrales con motivos castellers que iluminan la sala, donde  están representados un 2 de 9 con forro y manillas, un 3 de 10 con forro y manillas y un pilar de 8 con forro y manillas. Destaca el tradicional color rojo habitual en la China y las imágenes de algunos de los castillos de la colla. También, en la entrada de la colonia, hay un monumento de un 3 de 8 de terracota de medida real, con cuatro gralleros y un tamborilero a un lado, y a las puertas del edificio hay varios grabados castellers.

## Castells
La tabla siguiente muestra la fecha, la fiesta y la localidad en que por primera vez se han descargado cada una de las construcciones que la colla ha logrado en plaza, o bien que han sido cargadas, ordenadas cronológicamente.
| Construcción     | Fecha                 | Fiesta                                     | Localidad                      |
| ---------------- | --------------------- | ------------------------------------------ | ------------------------------ |
| 2 de 8 con forro | 1 de octubre de 2016  | XXVI Concurso de castillos de Tarragona    | Tarraco Arena Plaza, Tarragona |
| 3 de 9 con forro | 1 de octubre de 2016  | XXVI Concurso de castillos de Tarragona    | Tarraco Arena Plaza, Tarragona |
| 4 de 8 (ensayo)  | 6 de julio de 2016    | —                                          | Deqing                         |
| 3 de 8           | 21 de mayo de 2016    |                                            | Wukang                         |
| 2 de 7           | 5 de mayo de 2016     | Día Internacional de la Cruz Roja          | Deqing                         |
| 2 de 7 (cargado) | 26 de octubre de 2014 |                                            | Shanghái                       |
| 3 de 7 con aguja | 12 de julio de 2014   | 10è Aniversario de la colonia textil Antex | Deqing                         |
| 3 de 7           | 2011                  |                                            |                                |
| 4 de 7           | 2011                  |                                            |                                |
| 3 de 6           | 2010                  |                                            |                                |
| 4 de 6           | 2010                  |                                            |                                |

## Documental
El 31 de mayo del 2016 se estrenó la película documental El jardín de las flores del melocotonero. Els Xiquets de Hangzhou, en el programa Sense ficció de TV3, que explica la historia de la colla castellera. El documental está dirigido por Enric Ribes y Oriol Martínez, y es una coproducción de Televisió de Catalunya, La Lupa Producciones y LIC China, con el apoyo de Creative Europe Media e ICEC.

## Reconocimientos
El 8 de junio del 2013 se les otorgó el premio Castells por la mejor iniciativa social "por haber sabido implantar los valores y la cultura castellera a su tierra". El premio, entregado a la séptima Nit de Castells, organizada por la Revista Castells, fue recogido por el presidente de la empresa, Qian Anhua.
En enero del 2017, durante la undécima Nit de Castells, se les entregó el Premio Barómetro, que distingue las colles que suben de piso con un castell descargado; en este caso por su primer 3 de 8 descargado el 21 de mayo del 2016. Un representante de los chinos asistirá a recoger el premio.